# FK Tarpeda-BelAS Schodsina
Der FK Tarpeda-BelAS Schodsina (belarussisch ФК Тарпеда-БелАЗ Жодзіна, russisch Фк Торпедо-БелАЗ Жодино / FK Torpedo-BelAS Schodino, teilweise auch als Torpedo Zhodino bezeichnet) ist ein Fußballverein aus Schodsina, Belarus.

## Geschichte
Der 1961 gegründete Klub spielte jahrelang in der Meisterschaft der Belarussischen SSR, die 1970, 1971, 1980 und 1981 gewonnen werden konnte. 1989 erfolgte eine Umbenennung in BelAZ Schodsina und unter diesem Namen trat die Mannschaft 1992 in der neu geschaffenen Wyschejschaja Liha an. Seit 1993 trägt der Verein seinen heutigen Namen, musste aber im selben Jahr nach nur zwei Saisonsiegen aus der Erstklassigkeit absteigen.
In den 1990er Jahren spielte Tarpeda-BelAS durchgehend in der zweiten belarussischen Liga und belegte regelmäßig Plätze im vorderen Mittelfeld. 2001 gelang als Zweitligameister die Rückkehr in die Wyschejschaja Liha, wo sich die Mannschaft auf Anhieb im mittleren Bereich der Tabelle etablieren konnte. In der Spielzeit 2007 verpasste der Verein als Tabellenvierter mit einem Punkt Rückstand auf Vizemeister FK Homel und FK Schachzjor Salihorsk knapp den Einzug in den Europapokal.
Im belarussischen Pokal erreichte der Verein 2010 erstmals das Endspiel. Dieses wurde gegen Meister BATE Baryssau mit 0:5 verloren. Der Finaleinzug berechtigte Tarpeda-BelAS zur Teilnahme an der Qualifikation zur Europa League 2010/11, wo sich die Mannschaft in der ersten Runde gegen Fylkir Reykjavík durchsetzte und in der zweiten Runde gegen OFK Belgrad ausschied. Die Ligasaison 2010 beendete die Mannschaft auf dem vorletzten Tabellenplatz und sicherte sich den Klassenerhalt erst in der Relegation gegen SKVICh Minsk.
2016 gelang Tarpeda-BelAS der erste Pokalsieg der Vereinsgeschichte. Gegen BATE Baryssau setzte man sich nach einem 0:0 im Elfmeterschießen durch. Im Supercup kam es zu einer weiteren Partie gegen den amtierenden Meister, die jedoch mit 1:3 verloren wurde. Dazwischen gelang die bisher erfolgreichste Bilanz in den Qualifikationsspielen zur Europa League. Nach zwei Siegen über Debreceni VSC gelangte der Verein in die dritte Runde, wo man gegen den SK Rapid Wien ausschied.
2020 konnte die bisher beste Platzierung in der Wyschejschaja Liha erreicht werden. Dabei wurde mit nur drei Punkten Rückstand auf Schachzjor Salihorsk bzw. zwei Punkten Rückstand auf BATE Baryssau der dritte Platz erreicht. Drei Jahre später gelang es dem Verein erneut, Platz 3 zu erreichen und zudem das dritte Mal ins Pokalfinale zu einzuziehen. Dort schlug man BATE mit 2:0 und gewann den Pokal somit zum zweiten Mal. In weiterer Folge konnte im Supercup der amtierende Meister FK Dinamo Minsk nach einem 0:0 im Elfmeterschießen bezwungen werden.

## Erfolge
- Belarussischer Pokalsieger: 2016, 2023
- Belarussischer Supercup-Sieger: 2024

### Europapokalbilanz
| Saison  | Wettbewerb                    | Runde                  | Gegner               | Gesamt | Hin     | Rück    |
| ------- | ----------------------------- | ---------------------- | -------------------- | ------ | ------- | ------- |
| 2010/11 | UEFA Europa League            | 1. Qualifikationsrunde | Fylkir Reykjavík     | 6:1    | 3:0 (H) | 3:1 (A) |
| 2010/11 | UEFA Europa League            | 2. Qualifikationsrunde | OFK Belgrad          | 2:3    | 2:2 (A) | 0:1 (H) |
| 2015/16 | UEFA Europa League            | 1. Qualifikationsrunde | FK Kukësi            | 0:2    | 0:2 (A) | 0:0 (H) |
| 2016/17 | UEFA Europa League            | 2. Qualifikationsrunde | Debreceni Vasutas SC | 3:1    | 2:1 (A) | 1:0 (H) |
| 2016/17 | UEFA Europa League            | 3. Qualifikationsrunde | SK Rapid Wien        | 0:3    | 0:0 (H) | 0:3 (A) |
| 2021/22 | UEFA Europa Conference League | 2. Qualifikationsrunde | FC Kopenhagen        | 1:9    | 1:4 (A) | 0:5 (H) |
| 2023/24 | UEFA Europa Conference League | 2. Qualifikationsrunde | AEK Larnaka          | 3:4    | 2:3 (H) | 1:1 (A) |
| 2024/25 | UEFA Conference League        | 1. Qualifikationsrunde | FC Milsami           | 2:4    | 2:4 (H) | 0:0 (A) |
| 2025/26 | UEFA Conference League        | 1. Qualifikationsrunde | Rabotnički Skopje    | 4:0    | 3:0 (H) | 1:0 (A) |
| 2025/26 | UEFA Conference League        | 2. Qualifikationsrunde | Maccabi Haifa        | 4:1    | 1:1 (H) | 3:0 (A) |

Gesamtbilanz: 20 Spiele, 7 Siege, 6 Unentschieden, 7 Niederlagen, 25:28 Tore (Tordifferenz −3)
Stand: 31. Juli 2025

## Spieler
- Wital Radsiwonau (2003–2005)
- Ihar Schytau (2006–2008)
- Roman Kirenkin (2007–2008)